# Ряд обратных простых чисел

Сумма обратных величин простых чисел неограниченно растёт. Ось x представлена в логарифмической шкале, что показывает, что расхождение очень медленное. Красная линия является нижней оценкой и тоже растёт неограниченно.

Ряд обратных простых чисел расходится. То есть:
{\displaystyle \sum _{p{\text{ prime}}}{\frac {1}{p}}={\frac {1}{2}}+{\frac {1}{3}}+{\frac {1}{5}}+{\frac {1}{7}}+{\frac {1}{11}}+{\frac {1}{13}}+{\frac {1}{17}}+\cdots =\infty }
Этот факт доказал Леонард Эйлер в 1737, что усилило результат Евклида (3-й век до нашей эры), что существует бесконечно много простых чисел.
Существует целый ряд доказательств результата Эйлера, включая оценку нижней границы частичных сумм, которая утверждает, что
{\displaystyle \sum _{\scriptstyle p{\text{ prime}} \atop \scriptstyle p\leq n}{\frac {1}{p}}\geqslant \ln \ln(n+1)-\ln {\frac {\pi ^{2}}{6}}}
для всех натуральных чисел n. Двойной натуральный логарифм (ln ln) говорит о том, что расхождение ряда очень медленное. См. статью «Константа Майсселя — Мертенса».

## Гармонические ряды
Расходимость данного ряда была доказана Эйлером. Для этого он рассматривал гармонический ряд:
{\displaystyle \sum _{n=1}^{\infty }{\frac {1}{n}}=1+{\frac {1}{2}}+{\frac {1}{3}}+{\frac {1}{4}}+\cdots =\infty }
А также следующее «тождество», с помощью которого он также показал, что множество простых чисел бесконечно:
{\displaystyle \sum _{n=1}^{\infty }{\frac {1}{n}}=\prod _{p}\left(1+{\frac {1}{p}}+{\frac {1}{p^{2}}}+\cdots \right)=\prod _{p}{\frac {1}{1-p^{-1}}}}
Здесь произведение берётся по всем простым числам. Такие бесконечные произведения сегодня называются произведениями Эйлера. Произведение выше является отражением основной теоремы арифметики. Эйлер заметил, что если бы количество простых чисел было конечным, то произведение справа должно было бы сходиться, что противоречит расходимости гармонического ряда.

## Доказательства

### Доказательство Эйлера
Продолжая рассуждения, описанные выше, Эйлер взял натуральный логарифм от каждой из сторон. Затем он использовал разложение в ряд Тейлора {\textstyle -\ln(1-x)=x+{\frac {x^{2}}{2}}+{\frac {x^{3}}{3}}+{\frac {x^{4}}{4}}+\dots }, а также сходимость обратных степенных рядов:
{\displaystyle {\begin{aligned}\ln \left(\sum _{n=1}^{\infty }{\frac {1}{n}}\right)&{}=\ln \left(\prod _{p}{\frac {1}{1-p^{-1}}}\right)=-\sum _{p}\ln \left(1-{\frac {1}{p}}\right)\\&{}=\sum _{p}\left({\frac {1}{p}}+{\frac {1}{2p^{2}}}+{\frac {1}{3p^{3}}}+\cdots \right)\\&{}=\sum _{p}{\frac {1}{p}}+{\frac {1}{2}}\sum _{p}{\frac {1}{p^{2}}}+{\frac {1}{3}}\sum _{p}{\frac {1}{p^{3}}}+{\frac {1}{4}}\sum _{p}{\frac {1}{p^{4}}}+\cdots \\&{}=A+{\frac {1}{2}}B+{\frac {1}{3}}C+{\frac {1}{4}}D+\cdots \\&{}=A+K\end{aligned}}}
с фиксированной константой K < 1. Затем он использовал свойство
{\displaystyle \sum _{n=1}^{\infty }{\frac {1}{n}}=\ln \infty ,}
вывод которого он объяснил, например, в более поздней работе 1748 года, путём присвоения x = 1 в разложении Тейлора
{\displaystyle \ln \left({\frac {1}{1-x}}\right)=\sum _{n=1}^{\infty }{\frac {x^{n}}{n}}.}
Это позволило ему заключить, что
{\displaystyle A={\frac {1}{2}}+{\frac {1}{3}}+{\frac {1}{5}}+{\frac {1}{7}}+{\frac {1}{11}}+\cdots =\ln \ln \infty .}
Предположительно, Эйлер подразумевал, что сумма обратных величин к простым числам, меньшим n, асимптотически растёт как ln ln n при стремлении n к бесконечности. Оказалось, что это на самом деле имеет место и более точную версию этого факта строго доказал Франц Мертенс в 1874. Эйлер же получил правильный результат с помощью нестрогих методов.

### Доказательство Эрдёша путём оценки сверху и снизу
Следующее доказательство от противного принадлежит Палу Эрдёшу.
Пусть pi означает i-ое простое число.  Представим, что сумма обратных величин простым числам сходится. Т.е.
{\displaystyle \sum _{i=1}^{\infty }{\frac {1}{p_{i}}}<\infty }
Тогда существует наименьшее положительное целое число k, такое, что
{\displaystyle \sum _{i=k+1}^{\infty }{\frac {1}{p_{i}}}<{\frac {1}{2}}\qquad (1)}
Для положительного целого x пусть Mx означает множество n из набора {1, 2, …, x}, которые не делятся на любое простое, большее pk (или, эквивалентно, все {\displaystyle n\leqslant x}, которые являются произведением степеней простых чисел {\displaystyle p_{i}\leqslant p_{k}}). Мы можем теперь вывести верхнюю и нижнюю оценку {\displaystyle |M_{x}|}, числа элементов в {\displaystyle M_{x}}. Для больших x эти границы приводят к противоречию.
Оценка сверху:
Любое n в Mx может быть записан в виде {\displaystyle n=m^{2}r} c положительными целыми m и r, где r — свободное от квадратов число. Поскольку только k простых {\displaystyle p_{1},\ldots ,p_{k}} может быть (с показателем 1) в разложении на простые числа  r, есть не более 2k различных возможностей для  r. Более того, имеется не более {\displaystyle {\sqrt {x}}} возможных значений для  m. Это даёт верхнюю оценку
{\displaystyle |M_{x}|\leq 2^{k}{\sqrt {x}}\qquad (2)}
Оценка снизу:
Оставшиеся {\displaystyle x-|M_{x}|} чисел в разности множеств {1, 2, …, x} \ Mx все делятся на простые числа, большие {\displaystyle p_{k}}. Пусть {\displaystyle N_{i,x}} означает множество таких n из {1, 2, …, x}, которые делятся на i-ое простое {\displaystyle p_{i}}. Тогда
{\displaystyle \{1,2,\ldots ,x\}\smallsetminus M_{x}=\bigcup _{i=k+1}^{\infty }N_{i,x}}
Поскольку число целых чисел {\displaystyle N_{i,x}} не превосходит {\displaystyle {\tfrac {x}{p_{i}}}} (на самом деле, равно нулю для {\displaystyle p_{i}>x}), получаем
{\displaystyle x-|M_{x}|\leqslant \sum _{i=k+1}^{\infty }|N_{i,x}|<\sum _{i=k+1}^{\infty }{\frac {x}{p_{i}}}}
Используя (1), отсюда получаем
{\displaystyle {\frac {x}{2}}<|M_{x}|\qquad (3)}
Получаем противоречие — если {\displaystyle x\geqslant 2^{2k+2}},  оценки  (2) и (3) не могут  выполняться одновременно, поскольку {\displaystyle {\tfrac {x}{2}}\geqslant 2^{k}{\sqrt {x}}}.

### Доказательство того, что ряд растёт со скоростью log-log
Есть другое доказательство, которое даёт нижнюю оценку частичных сумм. В частности, это показывает, что эти суммы растут по меньшей мере как ln ln n. Доказательство является вариантом идеи разложения произведения Эйлером.  Ниже по тексту суммы или произведения по p всегда представляют собой суммы или произведения по определённым множествам простых чисел.
Доказательство опирается на следующие четыре неравенства:
- Любое положительное целое i может быть единственным образом представлено в виде произведения свободных от квадратов чисел и квадрата.  Это даёт неравенство

{\displaystyle \sum _{i=1}^{n}{\frac {1}{i}}\leqslant \prod _{p\leq n}{\left(1+{\frac {1}{p}}\right)}\sum _{k=1}^{n}{\frac {1}{k^{2}}}},
где для любого i между 1 и n (разложенное) произведение соответствует свободной от квадратов части числа i, а сумма соответствует квадратной части числа i (см. статью «Основная теорема арифметики»).
- Верхняя оценка натурального логарифма

{\displaystyle {\begin{aligned}\ln(n+1)&=\int _{1}^{n+1}{\frac {dx}{x}}\\&=\sum _{i=1}^{n}\underbrace {\int _{i}^{i+1}{\frac {dx}{x}}} _{{}\,<\,{\frac {1}{i}}}\\&<\sum _{i=1}^{n}{\frac {1}{i}}\end{aligned}}}
- Нижняя оценка 1 + x < exp(x) для показательной функции выполняется для всех x > 0.
- Пусть {\displaystyle n\geqslant 2}.  Верхняя граница (используем телескопический ряд) для частичных сумм

{\displaystyle {\begin{aligned}\sum _{k=1}^{n}{\frac {1}{k^{2}}}&<1+\sum _{k=2}^{n}\underbrace {\left({\frac {1}{k-{\frac {1}{2}}}}-{\frac {1}{k+{\frac {1}{2}}}}\right)} _{=\,{\frac {1}{k^{2}-{\frac {1}{4}}}}\,>\,{\frac {1}{k^{2}}}}\\&=1+{\frac {2}{3}}-{\frac {1}{n+{\frac {1}{2}}}}<{\frac {5}{3}}\end{aligned}}}
Комбинируя все эти неравенства, мы получаем
{\displaystyle {\begin{aligned}\ln(n+1)&<\sum _{i=1}^{n}{\frac {1}{i}}\\&\leq \prod _{p\leq n}{\left(1+{\frac {1}{p}}\right)}\sum _{k=1}^{n}{\frac {1}{k^{2}}}\\&<{\frac {5}{3}}\prod _{p\leq n}{\exp \left({\frac {1}{p}}\right)}\\&={\frac {5}{3}}\exp \left(\sum _{p\leq n}{\frac {1}{p}}\right)\end{aligned}}}
После деления на {\displaystyle {\tfrac {5}{3}}} и взятия натурального логарифма от обеих частей получим
{\displaystyle \ln \ln(n+1)-\ln {\frac {5}{3}}<\sum _{p\leq n}{\frac {1}{p}}},
что и требовалось доказать. ∎
Используя
{\displaystyle \sum _{k=1}^{\infty }{\frac {1}{k^{2}}}={\frac {\pi ^{2}}{6}}}
(см. «Базельская задача»), константу выше {\displaystyle \ln {\tfrac {5}{3}}=0{,}51082\ldots } можно улучшить до {\displaystyle \ln {\tfrac {\pi ^{2}}{6}}=0{,}4977\ldots }. Фактически, оказывается что
{\displaystyle \lim _{n\to \infty }\left(\sum _{p\leq n}{\frac {1}{p}}-\ln \ln n\right)=M},
где {\displaystyle M=0{,}261497\ldots } — константа Майсселя — Мертенса (нечто аналогичное более известной постоянной Эйлера — Маскерони).

### Доказательство из неравенства Дюзара
Из неравенства Дюзара мы имеем
{\displaystyle p_{n}<n\ln n+n\ln \ln n\quad } для {\displaystyle n\geqslant 6}
Тогда
{\displaystyle {\begin{aligned}\sum _{n=1}^{\infty }{\frac {1}{p_{n}}}&\geqslant \sum _{n=6}^{\infty }{\frac {1}{p_{n}}}\\&\geqslant \sum _{n=6}^{\infty }{\frac {1}{n\ln n+n\ln \ln n}}\\&\geqslant \sum _{n=6}^{\infty }{\frac {1}{2n\ln n}}=\infty \end{aligned}}}
согласно интегральному признаку сходимости Коши — Маклорена. Это показывает, что ряд слева расходится.

## Частичные суммы
В то время как частичные суммы обратных величин для простых чисел в конечном счёте достигает любое целое значение, они никогда не могут быть равны целому числу.
Одно из доказательств этого делается по индукции — первая частичная сумма равна {\displaystyle {\tfrac {1}{2}}} и она имеет вид {\displaystyle {\tfrac {odd}{even}}} (то есть нечётное/чётное). Если n-ая частичная сумма (для {\displaystyle n\geqslant 1}) имеет вид {\displaystyle {\tfrac {odd}{even}}}, то {\displaystyle (n+1)}-ая сумма равна
{\displaystyle {\frac {\text{odd}}{\text{even}}}+{\frac {1}{p_{n+1}}}={\frac {{\text{odd}}\cdot p_{n+1}+{\text{even}}}{{\text{even}}\cdot p_{n+1}}}={\frac {{\text{odd}}+{\text{even}}}{\text{even}}}={\frac {\text{odd}}{\text{even}}}}
поскольку {\displaystyle (n+1)}-ое простое число {\displaystyle p_{n+1}} нечётно. Поскольку сумма снова имеет вид {\displaystyle {\tfrac {odd}{even}}}, частичная сумма не может быть целым числом (2 делит знаменатель, но не делит числитель), что и доказывает утверждение.
Другое доказательство переписывает выражение для суммы первых  n обратных значений для простых чисел (или суммы обратных значений любого множества простых) в терминах общего знаменателя, которое является произведением всех этих простых чисел. Тогда каждое из этих простых чисел делит все члены числителя, кроме одного, а потому не делит числитель в целом. Но каждое простое делит знаменатель. Таким образом, дробь неприводима и не является целым числом.